# 澤布·查化
澤布·查化是一名巴基斯坦政治家，自2018年8月以来一直是巴基斯坦国民议会成员。此前，她曾在2013年6月至2018年5月期间担任国民议会议员。